# Rostîslav Herțîk
Rostîslav Herțîk, cunoscut în lumea sportului ca Rostyslav Hertsyk (ucraineană Ростислав Герцик; n. 5 iulie 1989) este un scrimer ucrainean specializat pe floretă.
A cucerit medalia de argint la Copa Villa La Habana din 2011 și o medalie de bronz la Cupa Löwe von Bonn din 2012, dar a ratat cu puțin calificarea la Jocurile Olimpice din 2012 de la Londra. Clasat pe locul 42 în clasamentul FIE înaintea Campionatului Mondial din 2013 de la Budapesta, a ajuns surprinzător în semifinală după ce a trecut succesiv de trăgători de top Peter Joppich, Race Imboden și Andrea Cassarà. Apoi a pierdut cu rusul Artur Ahmathuzin și s-a mulțumit cu bronzul. A luat parte la World Combat Games din 2013 de la Sankt Petersburg, dar a fost învins în turul întâi de Imboden, care a cucerit medalia de argint în cele din urmă.
Herțîk studiază la Universitatea de Educație Fizică din Liov. Este nepotul lui Miroslav Herțîk, rectorul Universității, care a jucat un rol esențial în dezvoltarea canotajului în regiunea Liov.

## Legături externe
- Profil Arhivat în 24 septembrie 2015, la Wayback Machine. la Confederația Europeană de Scrimă